# Граница Калининградской области
Граница Калининградской области — граница между Калининградской областью Российской Федерации и входящими в Европейский союз Литвой и Польшей. Калининградская область является полуэксклавом России, не граничащим ни с одним из других её регионов. Таким образом, административная граница Калининградской области одновременно является государственной границей Российской Федерации.
В Калининградской области 90 % населения имеют заграничные паспорта, 30 % — шенгенские визы.
Загранпаспорт калининградцам выдаётся бесплатно — за него не взимается госпошлина — в связи с тем, что без наличия заграничного паспорта невозможно получить визу, без которой нельзя железнодорожными путями попасть на остальную территорию России через территории Беларуси и Литвы (загранпаспорт и виза требуются только на территории последней). Процедура получения однократной транзитной визы максимально упрощена: за визой необходимо обращаться в РЖД, виза делается в течение суток после обращения и выдаётся литовским консулом пассажиру уже в поезде.
Безвизовый режим между Калининградской областью России и Варминьско-Мазурским и Поморским воеводствами Польши был установлен соглашением о порядке местного приграничного передвижения (МПП), подписанным представителями двух стран в декабре 2011 года в Москве (вступил в силу в июле 2012 года). Документ был подписан министрами иностранных дел России и Польши Сергей Лавров и Радослав Сикорский. Карточки МПП, оформленные консульскими учреждениями, позволяли пересекать российско-польскую границу без виз гражданам, проживающим на территориях Калининградской области России и Варминьско-Мазурском и Поморским воеводствами Польши.
С 4 июля 2016 года действие соглашения о МПП с Калининградской областью России по инициативе Польши приостановлено в связи с проведением саммита НАТО в Варшаве с 8 по 9 июля и Всемирного дня молодёжи с 20 по 31 июля, с того же дня заявила о приостановке действия соглашения и Россия. 2 августа 2016 года польская сторона приняла решение о невозобновлении режима приграничного передвижения. В настоящее время режим МПП не работает.

## Общие сведения
Общая протяжённость границы Калининградской области составляет примерно 540 км. Из них 410 км приходится на сухопутную — примерно поровну на границу с Польшей и Литвой, и 140 км приходится на морское побережье.

## Условия пересечения границы
Для пересечения границы российским гражданам требуется шенгенская виза. Исключение сделано только для граждан России, следующих транзитом через Литву, а также Беларусь в «континентальную» Россию. Они могут пересечь границу по упрощённому документу, который выдаёт литовское консульство, причём документы бывают двух видов —
- УТД («Упрощённый Транзитный Документ») (), позволяющий въехать в Литву и двигаться по ней транзитом любым видом транспорта, покидать собственный автомобиль, задерживаться в дороге, но не более чем суммарно 24 часа за одну поездку. Данный документ выдаётся только постоянно зарегистрированным в Калининградской области и лицам которые могут доказать частые поездки в Калининградскую область (для этого надо иметь либо родственников, либо недвижимость, либо бизнес) на срок не более 3 лет, и взимается консульский сбор 5 евро. Обязательно наличие загранпаспорта. Выдаётся также всем лицам, обслуживающим поезда, пассажирам которых оформляются УПДЖД.
- Второй тип — УПДЖД («Упрощённый Транзитный Документ Железнодорожный») заказывается в железнодорожной кассе и выдаётся пассажиру консулом (после заполнения анкеты, которая находится у проводника вагона), причём процедура его оформления проходит также в Консульстве Литовской Республики (без участия пассажира) и занимает определённое время, то есть купить железнодорожный билет необходимо только в кассе не позднее чем за 28 часов до отправления. УПДЖД выдаётся бесплатно, действителен (формально) на 6-часовой транзит, а также на обратную поездку (но не более 3 месяцев) и не даёт право покидать вагон транзита.

Поезда, следующие транзитом между Калининградской областью и другими субъектами Российской Федерации, формально не являются международными, хотя и пересекают территорию в том числе и входящей в состав Европейского Союза Литовской Республики. В связи с этим стоимость билетов из Москвы и Санкт-Петербурга в Калининград на 30 % ниже, чем из Москвы в Вильнюс, находящийся значительно ближе. Это даёт возможность пассажирам, желающим сэкономить на стоимости проезда, покупать билет до первой же станции Калининградской области (Нестеров), но фактически выходить в Вильнюсе. Такая же схема действует и при следовании в обратном направлении, в Москву и Санкт-Петербург. При этом важно иметь в виду, что для выхода из поезда в Вильнюсе необходимо наличие действующей шенгенской визы, поскольку УПДЖД для этой цели не подходит (более того, нельзя и запрашивать УПДЖД). В более удобном положении находятся обладатели двух гражданств: российского и страны, входящей в Шенген,- они «безвизовы» и в Россию, и в Шенген, им изначально не требуется УПДЖД. На выезде из Калининградской области предъявляется российский загранпаспорт, а затем второй паспорт — на литовской стороне границы.
Для пересечения границы гражданам других стран требуется виза России, если нет безвизового договора между Россией и страной паспорта путешественника. В привилегированном положении находятся неграждане Латвии и Эстонии, а также граждане Израиля, Аргентины, Бразилии, Чили, Уругвая, Венесуэлы, Гватемалы, Южной Кореи, Молдовы, Боснии и Герцеговины, Черногории, Сербии, Украины и Гонконга, которым не требуется виза ни в Россию, ни в Шенгенскую зону.

## Морская граница
Побережье Балтийского моря является морской границей Калининградской области. Морская граница Калининградской области начинается на Балтийской косе, у границы с Польшей (самая западная точка Российской Федерации). Морская граница Калининградской области состоит из следующих участков: побережье российской части Балтийской косы, Западное (от Балтийска до мыса Таран) и северное (от мыса Таран до Зеленоградска) побережье Самбийского (Земландского) полуострова, побережье российской части Куршской косы до границы с Литвой.

## Граница с Литвой

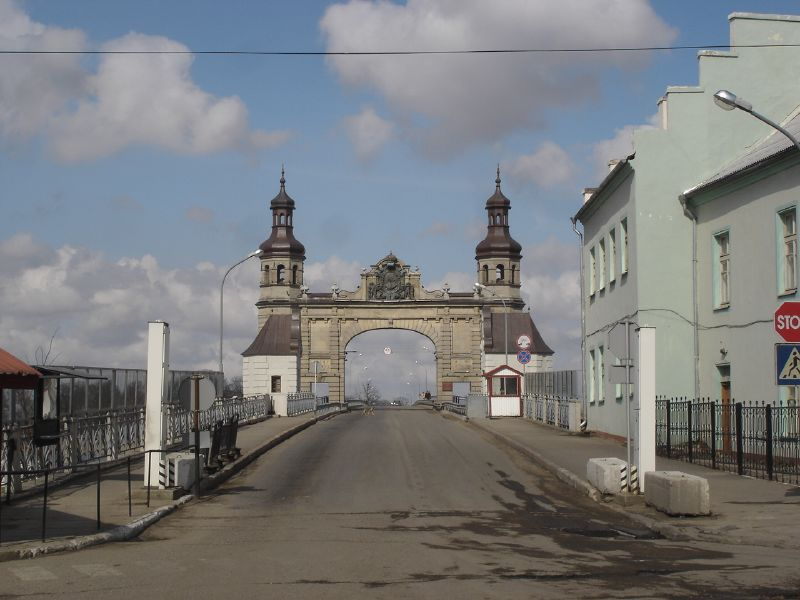
Въезд на пограничный Мост королевы Луизы (вид с российской стороны)

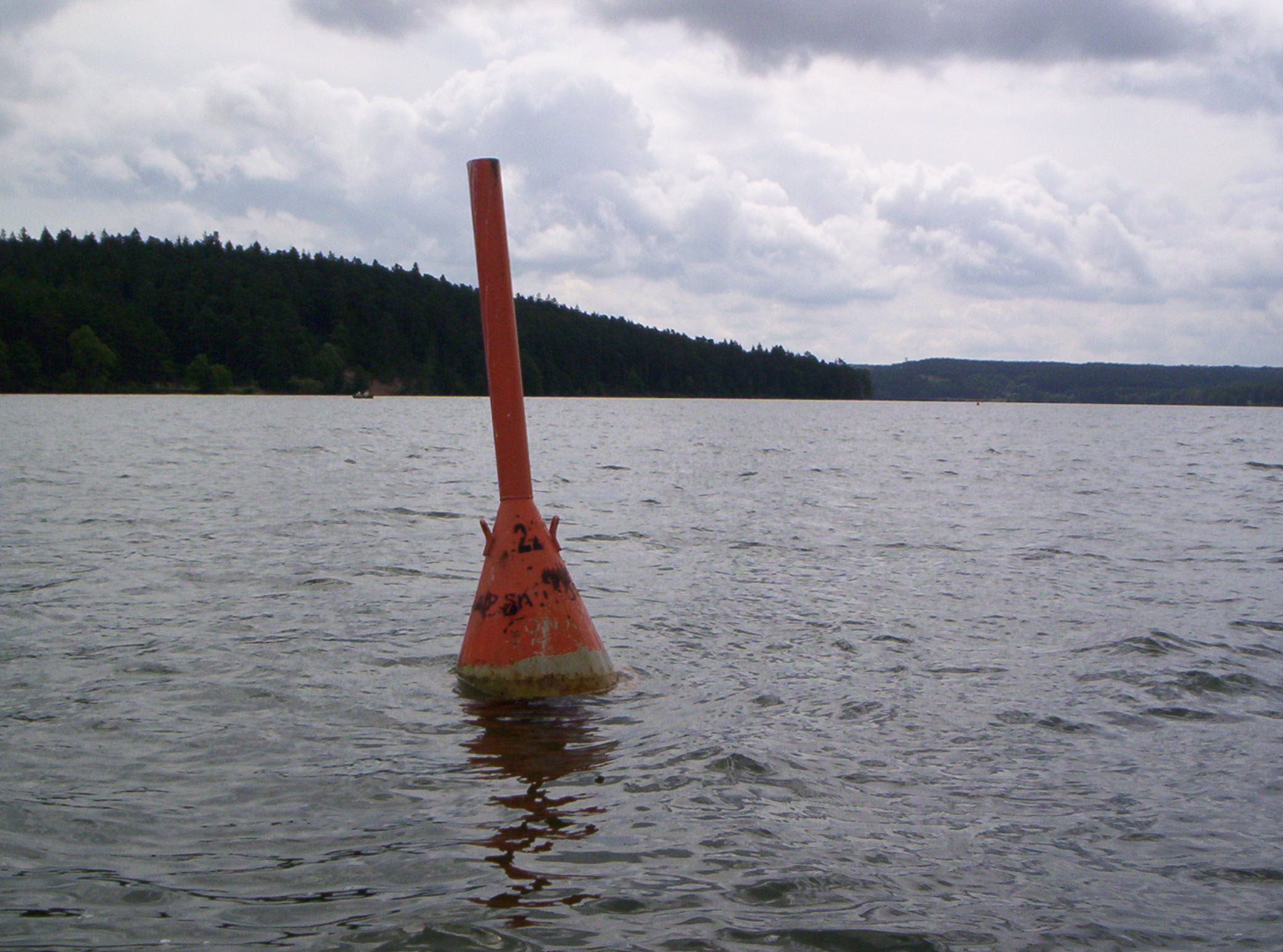
Пограничный буй на Виштынецком озере

Граница с Литвой была установлена после Второй мировой войны. По большей части, она повторяет границу Восточной Пруссии межвоенного времени. В 1923 году Клайпедский край (Мемельланд) был передан Литве, а в 1939 году Литва вынуждена была возвратить его Германии.
До 1991 года эта граница была границей внутри Советского Союза между РСФСР и Литовской ССР. В 1997 году между Российской Федерацией и Литовской Республикой был заключён пограничный договор, в котором были устранены несуразности прохождения границы между РСФСР и ЛитССР, например, Виштынецкое озеро было разделено между государствами, а ранее вся территория водоёма была частью РСФСР. Взамен Российская Федерация получила соответствующую территориальную компенсацию в другом районе прохождения границы. Договор вступил в силу в 2003 году.
Граница состоит из следующих участков (с запада на юго-восток, по часовой стрелке): граница пересекает Куршскую косу и Куршский залив, потом проходит по Неману, затем — по рекам Шешупе, Ширвинте, Лепоне, акватории Виштынецкого озера. Участки, на которых граница не проходит по рекам или озеру, невелики. Они находятся между Неманом и Шешупой, между Лепоной и северной оконечностью Виштынецкого озера и между южной оконечностью Виштынецкого озера и точкой, где сходятся границы трёх государств — России, Польши и Литвы.
Несколько участков территории региона, прилегающих к литовской границе, выделены в приграничную зону, закрытую для посещения. К ним относятся:
- приграничный участок Куршской косы;
- участок между границей Краснознаменского городского округа и Нестеровского района и Виштынецким озером.

На наземных участках граница оборудована инженерно-техническими сооружениями (проволочные заграждения и контрольно-следовая полоса).
На границе Калининградской области и Литвы действуют следующие пограничные переходы:

Морское — Нида (на Куршской косе) (автомобильный, 24 часа, для всех паспортов, пешком запрещается, на велосипеде разрешается);

Советск — Панемуне (по мосту Королевы Луизы) (автомобильный, 24 часа, для всех паспортов, пешком разрешается, на велосипеде разрешается);

Советск — Пагегяй (железнодорожный, пассажирского движения нет, границу пересекают только члены локомотивных бригад);

Советск — Юрбаркас (речной, для граждан России и Литвы);

Советск — Русне (речной, для граждан России и Литвы);

Пограничный — Рамонишкяй (автомобильный, 24 часа, для граждан России и Литвы, пешком запрещается, на велосипеде — русские пограничники пропускают, а литовские — нет);

Чернышевское — Кибартай (автомобильный, 24 часа, для всех паспортов, пешком разрешается, на велосипеде разрешается), обновлённый современный пункт пропуска на российской стороне был открыт после многолетней реконструкции в августе 2009 года);

Нестеров — Кибартай (железнодорожный).

## Граница с Польшей
Граница с Польшей, в отличие от границы с Литвой, фактически не привязана к географическим объектам и проведена «по линейке». Эта граница была проведена после Второй мировой войны, когда бывшая Восточная Пруссия была разделена на две части. Граница начинается несколько южнее южной оконечности Виштынецкого озера, в точке, где сходятся границы трёх государств, и идёт далее на запад до города Мамоново по почти прямой линии, несколько выгибаясь в сторону Польши. Далее граница пересекает Калининградский (Вислинский) залив и Балтийскую косу.
На границе Калининградской области и Польши действуют следующие пограничные переходы: 

Железнодорожный — Скандава (железнодорожный), 

Багратионовск — Безледы (автомобильный, 24 часа, для всех паспортов, пешком запрещается, на велосипеде — разрешается)

Багратионовск — Бартошице (железнодорожный не действует),

Мамоново — Гроново (автомобильный, полной массой до 6 тонн, 24 часа, для всех паспортов, пешком запрещается, на велосипеде — разрешается),

Мамоново II — Гжехотки (автомобильный, 24 часа, для всех паспортов, открыт 7 декабря 2010 года, расположен на бывшей Берлинке; в сутки он может пропускать 4000 транспортных средств, в том числе 1250 грузовых, 2600 легковых, 150 автобусов — на легковом направлении оборудовано с каждой стороны границы 8 полос (4 на въезд и 4 на выезд), 2 полосы для автобусов (по одной на каждое направление) и 14 полос для грузового автотранспорта (7 на въезд и 7 на выезд),

Мамоново — Бранево (железнодорожный),

Гусев (Озёрск) — Голдап (автомобильный, полной массой до 6 тонн, 24 часа, для всех паспортов, пешком разрешается, на велосипеде разрешается).

## Водные и воздушные переходы
- В Калининградской области действуют следующие водные и воздушные пограничные переходы:
- Калининград Морской Порт (водный),
- Калининград Речной Порт (водный),
- Калининград Пассажирский Порт (водный),
- Порт Светлый (водный),
- Порт Балтийск (водный),
- Международный Аэропорт Храброво (воздушный).

### Картографические материалы
- Калининградская область. Общегеографическая карта. 1:200 000. Федеральная служба геодезии и картографии, Москва 1995.